# فرودگاه کلن
فرودگاه کلن (به انگلیسی: Cologne Butzweilerhof Airport) (به زبان بومی: Flughafen Köln (1926-51)) یک فرودگاه است . این فرودگاه در شهر کلن کشور آلمان قرار دارد .